# Leandra xanthostachya
Leandra xanthostachya är en tvåhjärtbladig växtart som beskrevs av Célestin Alfred Cogniaux. Leandra xanthostachya ingår i släktet Leandra och familjen Melastomataceae. Inga underarter finns listade i Catalogue of Life.